# Pierre d'Aubusson
Pierre d'Aubusson (Le Monteil-au-Vicomte, 1423 – Rhodos, 3 juli 1503) was vanaf 1476 tot aan zijn dood de 40ste Grootmeester van de Orde van Sint-Jan van Jeruzalem. Hij nam de positie in 1476 over van de overleden Giovanni Battista Orsini. Pierre was grote en ijverige tegenstander van het Ottomaanse Rijk.

## Biografie
Pierre d'Aubusson werd geboren in het kasteel van Le Monteil-au-Vicomte als de vijfde zoon van Jean d'Aubusson. Zijn oudste broer, Antoine, had een succesvolle militaire carrière onder de koningen Karel VII en Lodewijk XI van Frankrijk. Zijn andere broers werden bisschoppen. Rond 1445 werd Pierre lid van de Orde van Sint-Jan. Negen jaar later ontving hij zijn eerste benoeming in de orde tot commandeur van Salins

### Grootmeester
Pierre d'Aubusson werd in 1476 uit de Langue van Auvergne gekozen om Giovanni Battista Orsini op te volgen. Dat was grotendeels te wijten aan de relatie die hij had met de vorige grootmeester, Piero Raimondo Zacosta. D'Aubusson was verantwoordelijk voor de reparatie en modernisering van de vestingwerken van Rhodos, de andere kastelen van de Orde op de Dodekanesosen de Petrusburcht in Bodrum.

### Beleg van Rhodos
Sultan Mehmet II begon langzaam Europa te bedreigen. In mei 1480 verscheen er een grote Ottomaanse vloot met zo'n 100.000 man aan boord, onder leiding van Mesih Pasha, een voormalige Griekse officier.
De ridders werden versterkt met een Frans leger van zo'n 2500 man onder leiding van de broer van Pierre d'Aubusson, Antoine. Het beleg duurde tot in augustus. Na drie mislukte aanvallen van de Ottomanen trokken ze zich uiteindelijk terug. D'Aubusson behaalde door deze overwinning veel roem in Europa. Mehmet zwoer voor zijn dood het eiland nog in te nemen, maar stierf echter in 1481. Zijn zoons Bayezid en Cem twistten over de rechten van de troon. Cem verloor uiteindelijk en vluchtte naar Rhodos en later werd hij naar Frankrijk overgebracht.

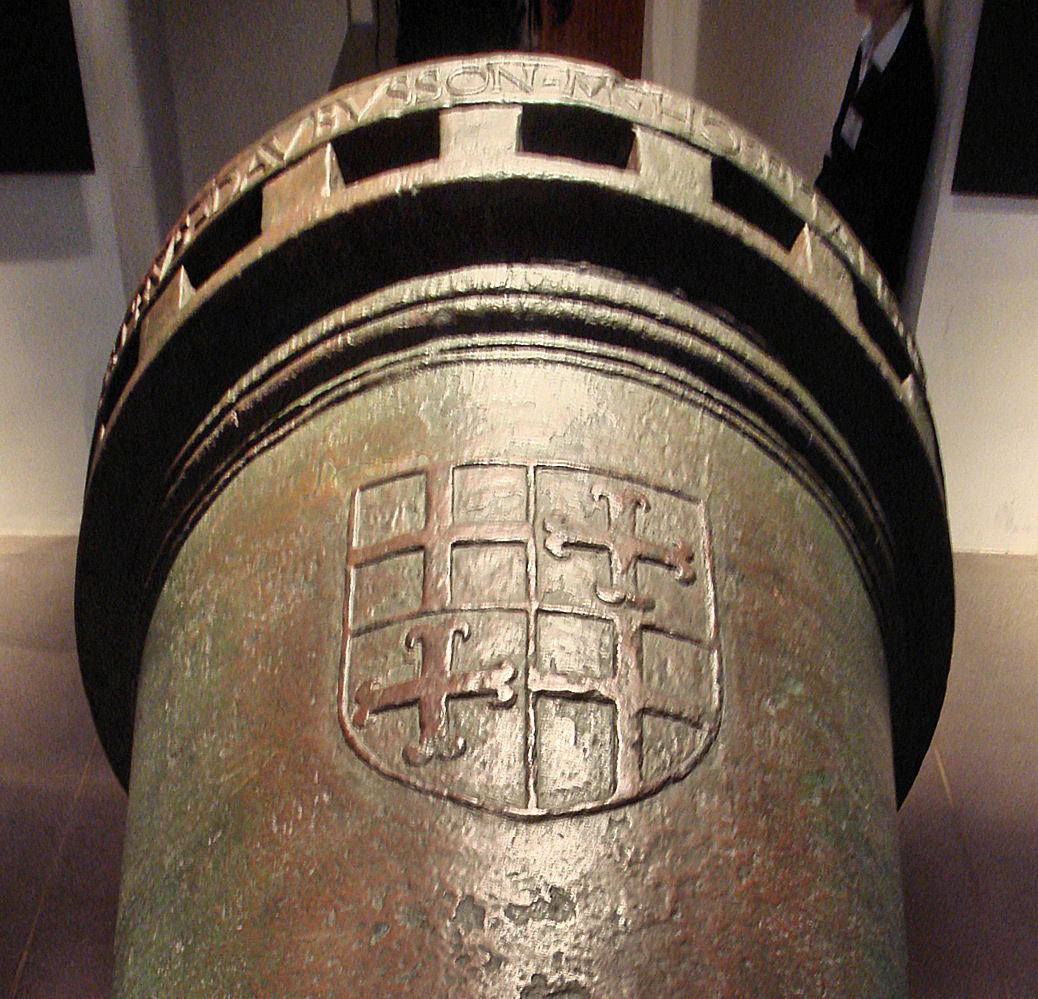
Een middeleeuws kanon met het wapen van d'Aubusson

### Bewaking van Cem
D'Aubusson aanvaardde een lijfrente van zo'n 45.000 dukaten van Bayezid II, in ruil voor de bewaking van Cem om te voorkomen dat hij met christelijke hulpmiddelen een leger zou samenstellen om hem van de troon te stoten.
Als beloning voor de gevangenschap van Cem ontving D'Aubusson van de paus de kardinaalstitel, daarnaast kreeg de Orde zeggenschap over Heilige Grafkerk en ontving het enkele commanderijen die afkomstig waren van de Orde van Sint-Lazarus.

### Latere leven
De resterende jaren van zijn leven bracht D'Aubusson veel tijde door voor het organiseren van een kruistocht tegen de Ottomanen, maar paus Alexander VI stond niet open voor zo'n onderneming.
Na de dood van Cem in 1495 verdween ook het meest geduchte wapen van de Orde tegen de sultan. Hij leidde in 1501 een expeditie tegen Mylitini, maar door enige verdeeldheid faalde de aanval. Hij stierf in 1503 en werd opgevolgd Emery d'Amboise.